# David Johnson
David Johnson (nacido el 16 de diciembre de 1991) es un jugador profesional de fútbol americano estadounidense que juega en la posición de running back y actualmente milita en los Houston Texans de la National Football League (NFL).

## Biografía
Johnson asistió a Clinton High School, donde practicó fútbol americano, atletismo y baloncesto. En fútbol americano jugó de running back y defensive back, logrando el récord por el mayor número de touchdowns en una temporada, y mayor número de recepciones (y yardas) en su etapa allí.
Tras su paso por el instituto, Johnson se graduó en Northern Iowa, donde jugó para los Panthers de 2011 a 2014. Nuevamente volvió a registrar récords en yardas de carrera, touchdowns de carrera y yardas totales.

## Carrera

### Arizona Cardinals
Johnson fue seleccionado por los Arizona Cardinals en la tercera ronda (puesto 86) del draft de 2015. El 18 de mayo de 2015, Johnson firmó un contrato de 4 años por un valor de $2.9 millones, con $639,373 de bonus por firmar y garantizados.